# SN 1999ez
SN 1999ez – supernowa nieznanego typu odkryta 4 października 1999 roku w galaktyce A223639-0015. W momencie odkrycia miała maksymalną jasność 23,40m.